# Kanton Cergy-Sud
Der Kanton Cergy-Sud war von 1985 bis 2015 ein französischer Wahlkreis im Arrondissement Pontoise, im Département Val-d’Oise und in der Region Île-de-France; sein Hauptort war Cergy.

## Gemeinden
Der Kanton bestand aus einer Gemeinde und einem Teil der Stadt Cergy. Die nachfolgende Einwohnerzahl sind jeweils die gesamten Einwohnerzahlen. Im Kanton lebten etwa 15.600 Einwohner von Cergy.
| Gemeinde | Einwohner Jahr | Fläche km² | Bevölkerungsdichte | Postleitzahl | Code INSEE |
| -------- | -------------- | ---------- | ------------------ | ------------ | ---------- |
| Cergy    | 61708 (2013)   | –          | – Einw./km²        | 95000        | 95127      |
| Éragny   | 16704 (2013)   | –          | – Einw./km²        | 95610        | 95218      |

## Bevölkerungsentwicklung
| 1990   | 1999   | 2006   | 2011   |
| ------ | ------ | ------ | ------ |
| 32.097 | 32.969 | 32.297 | 33.675 |